# Moitrelia
Moitrelia is een geslacht van vlinders van de familie snuitmotten (Pyralidae).

## Soorten
- M. boeticella (Ragonot, 1887)
- M. hispanella Staudinger, 1859
- M. italogallicella (Millière, 1882)
- M. obductella - Honinglichtmot (Zeller, 1839)
- M. thymiella (Zeller, 1846)